# Hachd al-Watani
Ne doit pas être confondu avec Hachd al-Chaabi.
Les Hachd al-Watani (La « Mobilisation nationale ») est une alliance de milices à majorité sunnite formée en 2015 lors de la seconde guerre civile irakienne.

## Histoire
La milice est fondée en 2015 par Athil al-Noujaïfi, l'ancien gouverneur de Mossoul, démis de ses fonctions par Bagdad en 2015, qui la finance avec sa fortune personnelle,. Soutenu par la Turquie, celui-ci cherche à ce que les Hachd al-Watani forment une alternative à l'hégémonie des milices chiites Hachd al-Chaabi soutenues par l'Iran, dans une période de tensions entre Ankara et Téhéran,.
En 2016, en préparation de la bataille de Mossoul, les troupes des Hachd al-Watani sont principalement basées dans le camp d'entraînement de Bachiqa où elles sont formées par l'armée turque,,.
En mars 2016, les responsables des Hachd al-Watani revendiquent 4 000 combattants,. Son chef militaire est le général Hilal, ancien officier dans l'armée de Saddam Hussein. La milice se veut multiconfessionnelle, mais elle est principalement constituée d'Arabes sunnites. Les milices chrétiennes, yézidies et shabaks finissent par rallier les Hachd al-Chaabi, et seule la « Garde de Ninive », dirigée directement par Athil al-Noujaïfi, parvient à se maintenir,. La « Garde de Ninive » compte 1 500 à 2 000 hommes, tous sunnites, dont quelques Turkmènes et Kurdes,. Elle prend part à la bataille de Mossoul et s'établit dans la ville après la défaite de l'État islamique.